# Denton (Geòrgia)
Denton és una població dels Estats Units a l'estat de Geòrgia. Segons el cens del 2000 tenia 269 habitants.

## Demografia
Segons el cens del 2000, Denton tenia 269 habitants, 96 habitatges, i 69 famílies. La densitat de població era de 67 habitants per km².
Dels 96 habitatges en un 29,2% hi vivien nens de menys de 18 anys, en un 55,2% hi vivien parelles casades, en un 13,5% dones solteres, i en un 28,1% no eren unitats familiars. En el 27,1% dels habitatges hi vivien persones soles el 7,3% de les quals corresponia a persones de 65 anys o més que vivien soles. El nombre mitjà de persones vivint en cada habitatge era de 2,8 i el nombre mitjà de persones que vivien en cada família era de 3,38.
Per edats la població es repartia de la següent manera: un 30,5% tenia menys de 18 anys, un 8,9% entre 18 i 24, un 27,9% entre 25 i 44, un 22,3% de 45 a 60 i un 10,4% 65 anys o més.
L'edat mediana era de 33 anys. Per cada 100 dones de 18 o més anys hi havia 94,8 homes.
La renda mediana per habitatge era de 20.833 $ i la renda mediana per família de 27.250 $. Els homes tenien una renda mediana de 19.000 $ mentre que les dones 20.313 $. La renda per capita de la població era de 7.649 $. Entorn del 28,3% de les famílies i el 24,1% de la població estaven per davall del llindar de pobresa.

## Poblacions properes
El següent diagrama mostra les poblacions més properes.